# Diciklohexil-amin
A diciklohexil-amin színtelen, a tárolás során megsárguló,  gyúlékony, átható szagú folyadék. Vízben alig, szerves oldószerekben jól oldódik. Erős bázis.
A kőolajban megtalálható. A felhasznált diciklohexil-amin egy részét frakcionált desztillációval a kőolajból nyerik ki, bár legnagyobb részét a benzol zárt rendszerben történő hidrogénezésével állítják elő.

## Felhasználás
A diciklohexil-amin legnagyobb részét nylon előállításához használják. Egyéb felhasználás:
- oldószer
- festék- és lakklemosó
- száraztisztítás
- szilárd üzemanyagokban
- rovarirtószerként

Alapanyag gyógyszerek, festékek, növényvédőszerek és növényi hormonok, lágyítók, cikloaminok előállításakor.
A diciklohexil-amint és származékait szén-dioxid elleni korróziógátlóként használják gőz csővezetékekben és boylerekben. Katalizátor rugalmas poliuretán habok gyártásakor.